# Cinachyrella uteoides
Cinachyrella uteoides är en svampdjursart som först beskrevs av Arthur Dendy 1924.  Cinachyrella uteoides ingår i släktet Cinachyrella och familjen Tetillidae. Inga underarter finns listade i Catalogue of Life.